# (16234) Bosse
(16234) Bosse (2000 FR20) – planetoida z grupy pasa głównego asteroid okrążająca Słońce w ciągu 3,61 lat w średniej odległości 2,35 j.a. Odkryta 29 marca 2000 roku.